# Simone Grotzkyj
Simone Grotzkyj Giorgi (né le 28 septembre 1988 à Pesaro) est un pilote de vitesse de moto italien.

## Statistiques

### Par saisons
| Saison | Classe  | Moto        | Course | Vainqueur | Podium | Pole | FLap | Pts | Classement |
| ------ | ------- | ----------- | ------ | --------- | ------ | ---- | ---- | --- | ---------- |
| 2006   | 125 cm3 | Aprilia     | 15     | 0         | 0      | 0    | 0    | 0   | NC         |
| 2007   | 125 cm3 | Aprilia     | 17     | 0         | 0      | 0    | 0    | 1   | 29         |
| 2008   | 250 cm3 | Gilera      | 5      | 0         | 0      | 0    | 0    | 5   | 29         |
| 2010   | 125 cm3 | Aprilia     | 14     | 0         | 0      | 0    | 0    | 26  | 19         |
| 2011   | 125 cm3 | Aprilia     | 11     | 0         | 0      | 0    | 0    | 32  | 16         |
| 2012   | Moto3   | Oral        | 7      | 0         | 0      | 0    | 0    | 1*  | 31*        |
| 2012   | Moto3   | Suter Honda | 7      | 0         | 0      | 0    | 0    | 1*  | 31*        |
| Total  |         |             | 69     | 0         | 0      | 0    | 0    | 65  |            |

- * Saison en cours.

### Courses par années
(légende) (les courses en gras indiquent les pole positions)
| Année | Classe  | Moto        | 1       | 2       | 3       | 4       | 5       | 6       | 7       | 8       | 9       | 10      | 11     | 12      | 13     | 14      | 15      | 16     | 17      | Position finale | Pts |
| ----- | ------- | ----------- | ------- | ------- | ------- | ------- | ------- | ------- | ------- | ------- | ------- | ------- | ------ | ------- | ------ | ------- | ------- | ------ | ------- | --------------- | --- |
| 2006  | 125 cm3 | Aprilia     | SPA 31  | QAT 23  | TUR 30  | CHN 24  | FRA Ret | ITA 24  | CAT Ret | NED 26  | GBR 24  | GER Ret | CZE 29 | MAL DNS | AUS 21 | JPN 16  | POR Ret | VAL 28 |         | NC              | 0   |
| 2007  | 125 cm3 | Aprilia     | QAT Ret | SPA 15  | TUR Ret | CHN 17  | FRA 18  | ITA 22  | CAT Ret | GBR 17  | NED 25  | GER Ret | CZE 30 | RSM 28  | POR 21 | JPN Ret | AUS 21  | MAL 20 | VAL Ret | 29              | 1   |
| 2008  | 250 cm3 | Gilera      | QAT     | SPA     | POR     | CHN     | FRA     | ITA     | CAT     | GBR     | NED     | GER     | CZE    | RSM 15  | IND C  | JPN Ret | AUS 15  | MAL 14 | VAL 15  | 24              | 5   |
| 2010  | 125 cm3 | Aprilia     | QAT     | SPA     | FRA     | ITA 15  | GBR 14  | NED 9   | CAT 12  | GER Ret | CZE Ret | IND 17  | RSM 14 | ARA Ret | JPN 13 | MAL Ret | AUS 15  | POR 12 | VAL 14  | 19              | 26  |
| 2011  | 125 cm3 | Aprilia     | QAT 14  | SPA 17  | POR 10  | FRA 12  | CAT 25  | GBR Ret | NED 12  | ITA 13  | GER 17  | CZE 8   | IND 11 | RSM WD  | ARA    | JPN     | AUS     | MAL    | VAL     | 16              | 32  |
| 2012  | Moto3   | Oral        | QAT 22  | SPA Ret | POR WD  |         |         |         |         |         |         |         |        |         |        |         |         |        |         | 31*             | 1*  |
| 2012  | Moto3   | Suter Honda |         |         |         | FRA Ret | CAT 23  | GBR 20  | NED 23  | GER 15  | ITA     | IND     | CZE    | RSM     | ARA    | JPN     | MAL     | AUS    | VAL     | 31*             | 1*  |

- * Saison en cours